# Herbert Walter Levi

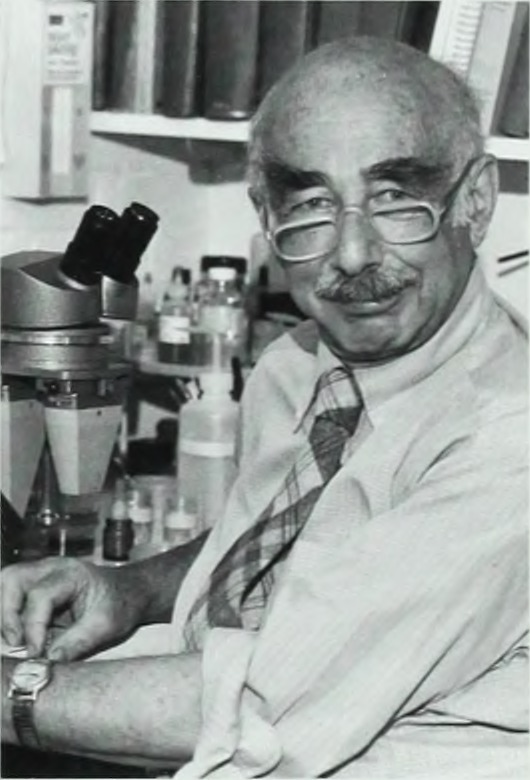
Herbert Walter Levi an seinem Mikroskop

Herbert Walter Levi (* 3. Januar 1921 in Frankfurt am Main; † 3. November 2014 in Pepperell, Massachusetts), häufig auch als Herbert W. Levi erwähnt, war ein deutschamerikanischer Arachnologe.

## Leben
Levi stammte aus einer jüdischen Familie und verbrachte einen Teil seiner Kindheit bei seinen Großeltern in Eppenhain, wo er früh seine Faszination für die Natur entwickelte. 1937 floh er vor den Nationalsozialisten nach London, wo er ein Internat besuchte. 1938 wurde er mit seiner Familie wiedervereint und wanderte in die Vereinigten Staaten aus.  Er wiederholte ein Jahr lang die High School in New York City, was es ihm ermöglichte, sein Englisch zu verbessern. Sein Kunstlehrer an der High School empfahl ihm, sich bei der Art Students League of New York zu bewerben, wo er ein Vollstipendium erhielt. Er arbeitete für seinen Onkel, der ihn förderte, in der Färberei einer Textilfabrik.
Als die Vereinigten Staaten in den Zweiten Weltkrieg eintraten, meldete sich Levi zur United States Army, wurde aber abgelehnt und stattdessen als feindlicher deutscher Ausländer eingestuft, der Shelton, Connecticut, nicht verlassen durfte. In dieser Zeit lernte er Willis John Gertsch, den Kurator für Spinnentiere am American Museum of Natural History in New York City, kennen.
1943 schrieb sich Levi an der University of Connecticut ein, wo er Chemie als Hauptfach studierte. Nach Abschluss seines Studiums und seiner Einbürgerung 1946 illustrierte er ein Buch über Insekten aus Connecticut. Zu diesem Zeitpunkt wählte er sein zukünftiges Fachgebiet, die Arachnologie, da sich nur wenige andere seiner Kommilitonen aktiv diesem Thema widmeten. Levi begann ein Zoologiestudium an der University of Wisconsin–Madison, wo er 1949 mit der Dissertation Studies on the life history of three species of Wisconsin pseudoscorpions promoviert wurde. 
Im selben Jahr heiratete er seine Kommilitonin Lorna Rose, mit der er fast 20 wissenschaftliche Arbeiten und 1968 das Buch Spiders and Their Kin veröffentlichte. Nach seiner Promotion unterrichtete Levi fünf Jahre lang verschiedene zoologische Lehrgänge, zunächst als Assistant Professor und anschließend als außerordentlicher Professor an der University of Wisconsin.
Im Sommer 1955 kam Levi an die School of Education der Harvard University und 1956 übernahm er den Posten des Assistenzkurators für Arachnologie am Museum of Comparative Zoology (MCZ). 1961 wurde er zum außerordentlichen Kurator und 1966 zum ordentlichen Kurator befördert. 1964 erhielt er eine Stelle als Lecturer für Biologie. 1970 wurden mehrere Kuratoren, darunter Levi, als ordentliche Professoren für Biologie an die Fakultät für Kunst und Wissenschaften berufen. Im Jahr 1972 wurde er zum Alexander-Agassiz-Professor für Zoologie ernannt, einen Titel, den er bis zu seiner Pensionierung im Jahr 1991 innehatte.
Levi veröffentlichte mehr als 200 wissenschaftliche Arbeiten und beschrieb 1254 neue Spinnenarten, von denen 1204 noch heute gültig sind. Levis ganzheitliche Sichtweise von Spinnen veranlasste ihn, detaillierte Artenbeschreibungen zu verfassen, die mehrere Ansichten ihrer Genitalien enthielten – eine Praxis, die nicht nur bei Beschreibungen von Spinnen, sondern auch von vielen anderen Gliederfüßern zum Standard geworden ist. Levis hervorragende zeichnerische Fähigkeiten ermöglichten die Interpretation hochkomplexer Strukturen wie des Kopulationskolbens der Spinnen – eines der wichtigsten Merkmale zur Identifizierung von Spinnenarten.
Levi führte weltweite Spinnensammlungen durch, von Amerika bis Papua-Neuguinea, 
Er war ein Gründungsmitglied der American Arachnological Society (AAS), wo er zwei Amtszeiten lang (1979–1981) als Präsident fungierte und 1987 deren Jahrestagung ausrichtete. Er war auch aktives Mitglied der International Society of Arachnology (ISA, ursprünglich Centre International de Documentation Arachnologique) und wurde von 1980 bis 1983 zu deren Präsidenten gewählt. Darüber hinaus war er Mitglied der Redaktionsausschüsse mehrerer zoologischer Fachzeitschriften und erhielt 2007 als erster den Eugène-Simon-Preis der ISA für sein Lebenswerk. Er war Ehrenmitglied auf Lebenszeit sowohl der AAS als auch der ISA. Nach seinem Tod richtete die AAS den Herb Levi Memorial Fund for Arachnological Research ein.
Levi starb am 3. November 2014 im Alter von 93 Jahren, am 15. November desselben Jahres starb seine Frau.

## Dedikationsnamen
Nach Levi sind die drei Gattungen Levichelifer Hoff, 1946, Levina Zapfe, 1963 und Leviola Miller, 1970 sowie folgende Arten benannt:
- Alpaida levii Saturnino, Rodrigues & Bonaldo, 2015
- Agyneta levii Tanasevitch, 1984
- Anisaedus levii Chickering, 1966
- Aphonopelma levii Smith, 1995
- Argiope levii Bjørn, 1997
- Argyrodes levii Zhu & Song, 1991
- Ariadna levii Grismado, 2008
- Cercidia levii Marusik, 1985
- Chrysometa levii Álvarez-Padilla, 2007
- Clubiona levii Holm, 1960
- Coscinida leviorum Locket, 1968
- Cyrtognatha leviorum Dimitrov & Hormiga, 2009
- Cytaea levii Peng & Li, 2002
- Dubiaranea levii Millidge, 1991
- Echinotheridion levii Ramírez & González, 1999
- Euryopis levii Heimer, 1987
- Eustala levii Poeta, Marques & Buckup, 2010
- Huangyuania levii Song & Li, 1990
- Kaira levii Alayón, 1993
- Kimula levii Šilhavý, 1969
- Lupettiana levii Brescovit, 1999
- Mesabolivar levii Huber, 2000
- Metazygia levii Santos, 2003
- Micrathena levii Chickering, 1964
- Neozimiris levii Platnick & Shadab, 1976
- Pellenes levii Lowrie & Gertsch, 1955
- Phintella levii Huang, Wang & Peng, 2015
- Phlegra levis Próchniewicz & Heciak, 1994
- Pholcophora levii Gertsch, 1982
- Phoroncidia levii Chrysanthus, 1963
- Phrynus levii Quintero, 1981
- Pseudocleobis levii Maury, 1980
- Scotinotylus levii Marusik, 1988
- Selenops levii Corronca, 1997
- Tetragnatha levii Okuma, 1992
- Theridion leviorum Gertsch & Riechert, 1976
- Thymoites levii Gruia, 1973
- Tidarren levii Schmidt, 1957
- Tmarus levii Chickering, 1965
- Tubaphe levii Causey, 1954
- Verrucosa levii Lise, Kesster & da Silva, 2015
- Wagneriana levii Pinto-da-Rocha & Buckup, 1995